# Lucie Blahůšková
Lucie Blahůšková (Karlovy Vary, 21 giugno 1980) è un'ex cestista ceca.

## Carriera
Con la Rep. Ceca ha disputato tre edizioni dei Campionati europei (1999, 2001, 2003).